# جيم بروير (لاعب كرة قاعدة)
جيم بروير (بالإنجليزية: Jim Brewer)‏ هو مدرب كرة القاعدة ‏ أمريكي، ولد في 17 نوفمبر 1937 في ميرسيد في الولايات المتحدة، وتوفي في 16 نوفمبر 1987 في تايلر في الولايات المتحدة.

## وصلات خارجية
- جيم بروير على موقع دوري كرة القاعدة الرئيسي (الإنجليزية)
- جيم بروير على موقعبيزبول رفرنس.كوم (الدوري الرئيسي) (الإنجليزية)
- جيم بروير على موقعبيزبول رفرنس.كوم (الدوري الثانوي) (الإنجليزية)
- جيم بروير على موقع مشجعي الرسوم البيانية (الإنجليزية)